# Agnes Lindström Bolmgren
Agnes Lindström Bolmgren (* 28. Juni 1989 in Helsingborg, Schweden) ist eine schwedische Schauspielerin und Sängerin.

## Leben
Agnes Lindström Bolmgren beendete 2008 das Sōdra Latin Acting Program, zog nach Berlin und arbeitete einige Jahre in Theater- und Fernsehproduktionen in Deutschland. 2014 wurde sie an der Stockholm Academy of Dramatic Arts angenommen und studierte dort bis 2017.
Bolmgren spricht fließend Deutsch und Englisch.

## Filmografie (Auswahl)
- 2012: Sprinter – Haltlos in die Nacht (Fernsehfilm)
- 2015: Tatort: Borowski und der Himmel über Kiel (Fernsehreihe)
- 2015: Mord im Mittsommer (Morden i Sandhamn, Fernsehserie, Folge 5x03)
- 2016: Der gute Göring (Fernsehfilm)
- 2017: Letzte Spur Berlin (Fernsehserie, Folge 6x08)
- 2017: Syrror (Fernsehserie, 2 Folgen)
- 2018: Lyrro
- 2018: Tårtgeneralen
- 2018: Kommissar Beck (Fernsehserie, Folge 6x02)
- 2019: Vår tid är nu (Fernsehserie, 7 Folgen)
- 2019: Limboland (Fernsehserie, 3 Folgen)
- seit 2020: Kommissar Bäckström (Bäckström, Fernsehserie)
- 2021: Suedi
- 2022: Clark (Fernsehserie, 4 Folgen)
- 2023: Forever
- 2025: Islands

## Auszeichnungen
- 2015: Auszeichnung als beste Schauspielerin beim Novemberfestivalen, Trollhättan (Schweden) für die Co-Hauptrolle in dem Kurzfilm Födelsedagspresenten (Das Geburtstagsgeschenk)[2]
- 2015: Auszeichnung als beste Schauspielerin beim Dalarna Filmfestival für die Co-Hauptrolle in dem Kurzfilm Födelsedagspresenten[3]